# Emperatriz Qi
La Emperatriz Qi (o Ki; Hangul: 기황후; 1315–1369/70) fue una de las emperatrices consortes de Toghon Temür de la Dinastía Yuan y madre de Biligtü Khan Ayushiridara. Pertenecía a una familia aristocrática de Goryeo.

## Biografía
La emperatriz Ki nació en la actual Goyang, en Goryeo. Tenía un hermano mayor, llamado Gi Cheol (en mongol: Bayn Bukha). Ella devino la concubina de Toghon Temür y fue la madre de Biligtü Khan Ayushiridara. Después de que la primera emperatriz, Danashri, fuera ejecutada el 22 de julio de 1335 en una purga llevada a cabo como consecuencia de la rebelión de su hermano Tangqishi, poco después, Toghon Temür trató de nombrarla emperatriz. No obstante, Bayan de los Merkid, quien realmente ostentaba el poder, se opuso. Cuando Bayan fue ejecutado, Qi fue nombrada Segunda Emperatriz en el año 1340 (la Primera Emperatriz era Bayn Khutuk de Khongirad). Su hijo, Ayushiridara, fue nombrado príncipe imperial en el año 1353. Usando a su eunuco, Bak Bulhwa, como su agente, ella comenzó una campaña para forzar al emperador a abdicar en favor de su hijo, Ayurshiridara. No obstante, sus intenciones fueron descubiertas por el emperador y ella fue apartada de su hijo.
Dependiendo de la posición de Qi en la capital imperial, su hermano mayor Gi Cheol llegó a amenazar la posición del Rey de Goryeo, cuyo reino era un estado cliente de los mongoles y en el año 1356, tras sufrir un intento de golpe de Estado, el rey Gongmin de Goryeo exterminó a la familia Qi. Como represalia, Qi respondió seleccionando a Tash Temür como nuevo rey de Goryeo y lo envió hacia allí con las tropas mongoles. Pero las tropas fueron derrotadas por el ejército de Goryeo, cuando intentaban cruzar el río Yalu.
Dentro de la capital mongola, se libró una lucha interna entre los partidarios y los opositores de Ayurshiridara. En el año 1364, en un golpe de Estado, Bolud Temür, el líder de la oposición, ocupó la capital. Ayurshiridara consiguió huir y pedir ayuda a Köke Temür quien lo apoyó, pero Qi fue hecha prisionera y encarcelada por Bolud Temür. Un año más tarde, Bolud Temür fue derrotado por Köke Temür. Una vez más, ella trató de instalar a su hijo como Emperador con el apoyo de Köke Temür, pero fue en vano. Después del fallecimiento de Bayan Khutuk, Qi fue ascendida al rango de Primera Emperatriz. 
El colapso del Imperio Mongol de China, en el año 1368, la forzó a huir a Yingchang. En el año 1370, Toghon Temür falleció y Ayurshiridara ascendió al trono. Entonces, la Emperatriz Qi fue nombrada Emperatriz Viuda, pero poco después desapareció.

## En la cultura popular
- Interpretada por Kim Hye-ri en 2005, en la serie de televisión Shin Don.
- Interpretada por Ha Ji-won en 2013, en la serie de televisión Empress Ki.